# Svavelsiska
Svavelsiska (Crithagra sulphurata) är en fågel i familjen finkar inom ordningen tättingar. Den förekommer i östra och södra Afrika. Beståndet anses vara livskraftigt.

## Utseende och läte
Svavelsiska är en stor olivgrön och gul fink med en stor och svullen näbb. I flykten syns lysande gul övergump. Arten liknar både massajsiskan och somaliasiskan, men har brunaktig snarare än skär näbb. Savannsiskan är också lik, men denna har mindre näbb, ett svart streck istället för grönt under ögat och grå, ej grön nacke. Sången består av en gladlynt och rätt mörkröstad blandning av upprepade drillar och toner som i engelsk litteratur återges som "chwee".

## Utbredning och systematik
Svavelsiskan förekommer i östra och södra Afrika. Den delas in i tre underarter med följande utbredning:
- Crithagra sulphurata sharpii – förekommer i Kenya, Uganda, östra Kongo-Kinshasa till Angola, Zambia och Moçambique
- Crithagra sulphurata wilsoni – förekommer i östra Sydafrika (östra Limpopo söderut till KwaZulu-Natal och östra Kapprovinsen), Swaziland och södra Moçambique
- Crithagra sulphurata sulphurata – förekommer i södra Sydafrika (södra Västra Kapprovinsen och västra Östra Kapprovinsen)

Tidigare placerades den ofta i släktet Serinus, men DNA-studier visar att den liksom ett stort antal afrikanska arter endast är avlägset släkt med t.ex. gulhämpling (S. serinus).

## Levnadssätt
Svavelsiskan hittas i en rad olika miljöer, som skogslandskap, buskmarker, skogsbryn, trädgårdar och fynbos.

## Status
Arten har ett stort utbredningsområde och beståndet anses stabilt. Internationella naturvårdsunionen IUCN listar den därför som livskraftig (LC).

## Bildgalleri

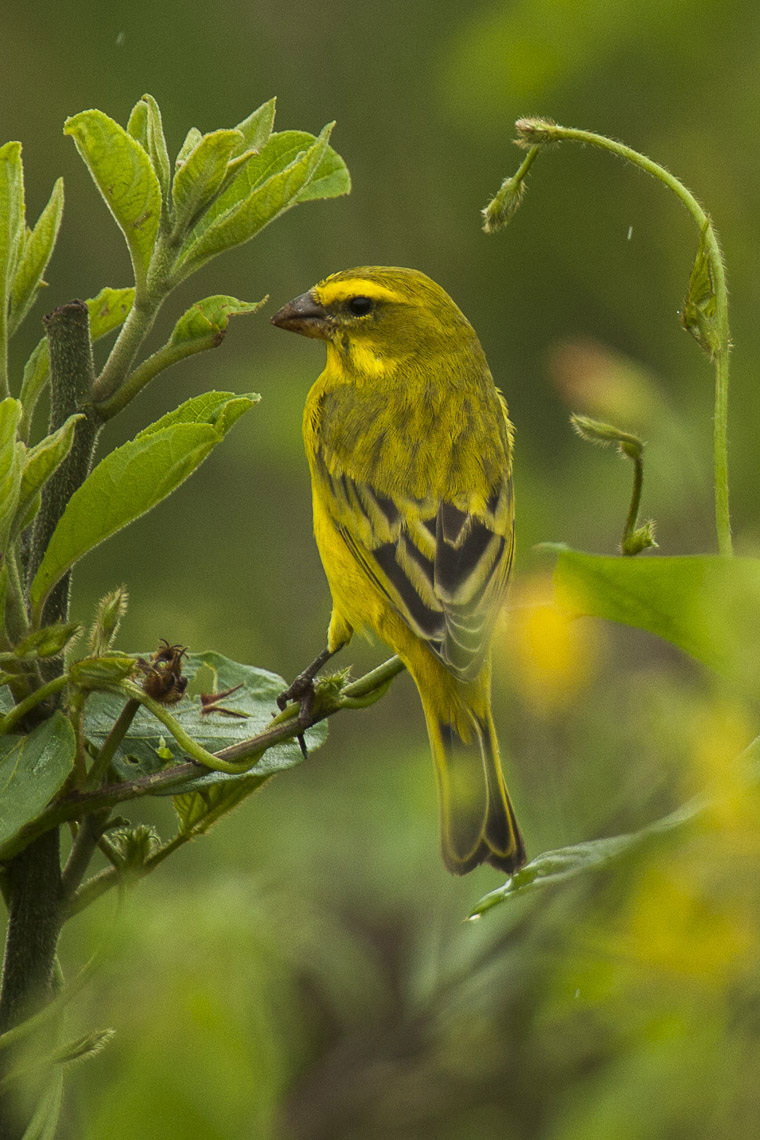
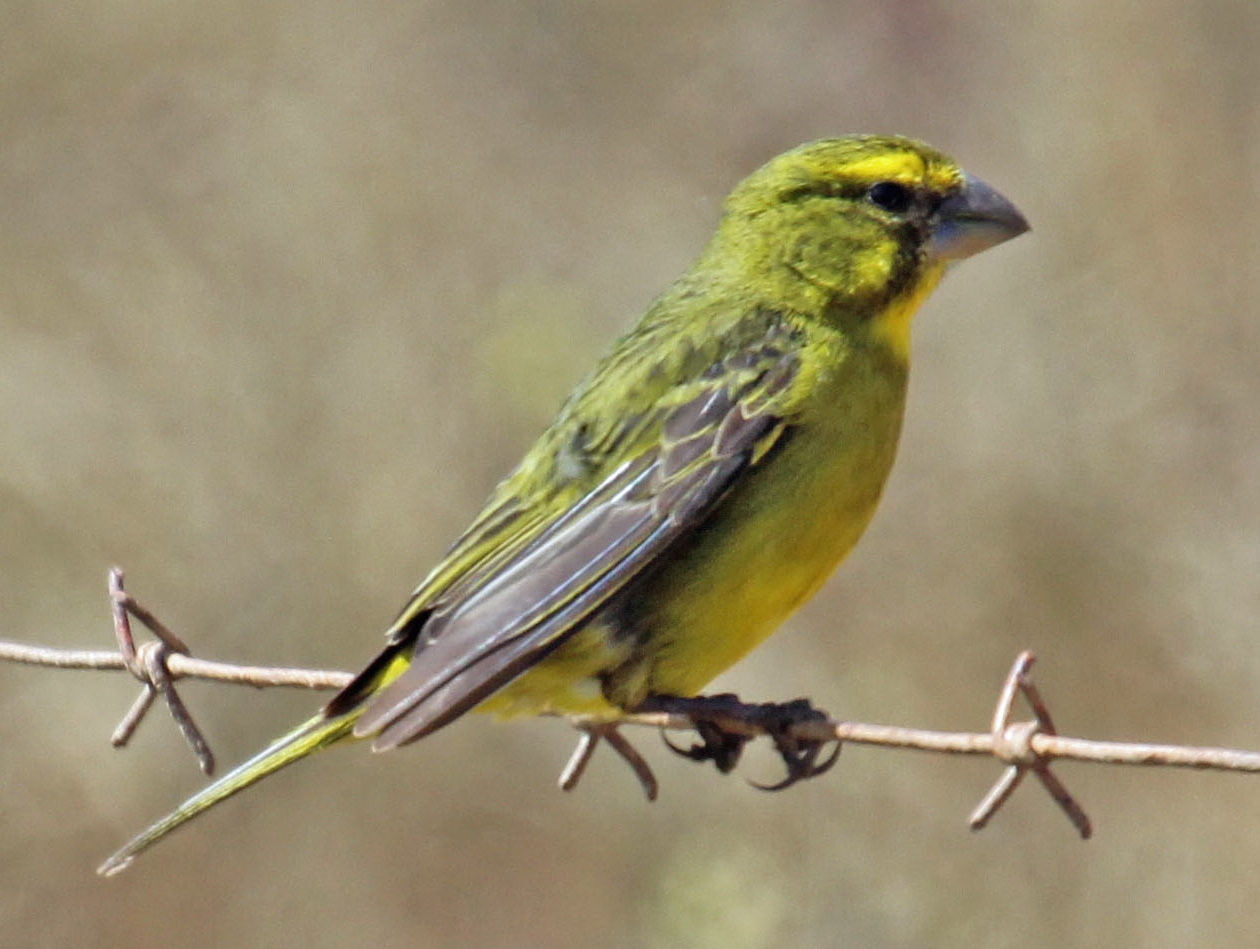